# 小行星5274
小行星5274（5274 Degewij）是一颗绕太阳运转的小行星，为主小行星带小行星。该小行星于1985年9月14日发现。

## 轨道参数
小行星5274的轨道半长轴为2.6719997 UA，离心率为0.142。